# Miguel Gomes (réalisateur)
Pour les articles homonymes, voir Miguel Gomes.
Miguel Gomes est un réalisateur portugais, né le 20 février 1972 à Lisbonne.

## Biographie
Après avoir étudié le cinéma à l'École supérieure de théâtre et de cinéma de Lisbonne, Miguel Gomes commence comme critique pour Pùblico.
Il devient réalisateur, en 1999, avec un premier court métrage Entretanto, regard musical et chorégraphique sur les états d'âme de trois adolescents. Son premier long métrage La gueule que tu mérites (2004) baigne dans une atmosphère de conte surnaturel.
Quatre ans plus tard, dans Ce cher mois d'août, il puise dans le documentaire — la musique populaire dans la région de la Coimbra — l'inspiration d'une fiction mettant en scène les amours contrariées d'une chanteuse de bal et de son cousin.
Tabou, dans le contexte de l'achèvement de la décolonisation portugaise en Afrique, « compose un vaste poème mélancolique qui chante un éden [...] définitivement perdu. ».

## Filmographie

### Longs métrages
- 2004 : La Gueule que tu mérites (A Cara que Mereces)
- 2008 : Ce cher mois d'août (Aquele Querido Mês de Agosto)
- 2012 : Tabou (Tabu)
- 2015 : Les Mille et Une Nuits (As Mil e Uma Noites)
- 2021 : Journal de Tûoa
- 2024 : Grand Tour

### Courts métrages
- 1999 : Entretanto
- 2000 : Inventário de Natal
- 2002 : 31
- 2002 : Kalkitos
- 2003 : Dinamitem a terra do nunca
- 2004 : Pre-Evolution Soccer's One Minute Dance After a Golden Goal in the Master League
- 2006 : Cântico das criaturas
- 2009 : Carnaval
- 2013 : Redemption

### Récompenses
- Tabou
  - Ours d'argent (Prix Alfred-Bauer) à la Berlinale 2012
  - Prix FIPRESCI de la Berlinale 2012
  - Festival international du film de Flandre-Gand 2012 : grand prix du meilleur film
  - Prix Léon-Moussinac 2013 du meilleur film étranger
  - Festival international du film de Carthagène 2013 : meilleur film
- Grand Tour
  - Festival de Cannes 2024 : prix de la mise en scène[2]